# Elias Arenhardt
Elias Arenhardt, född 1669, död april 1725, var en svensk kron- och klockgjutare i Norrköping.

## Biografi
Arenhart blev mästare 1702 och bosatt på Klockgjutaregården under kvarteret klockan i Norrköping. Arenhardt gifte sig med Helena Börjesdotter, dotter till en färgare i Linköping. Arenhart begravdes 25 april 1725 i Norrköping.

## Gjutna klockor
| Gjutår | Kyrka                            | Klocka          | Övrigt |
| ------ | -------------------------------- | --------------- | --- |
| 1701   | Sankt Petri kyrka, Västervik     | Storklockan     | |
| 1702   | Mjölby kyrka                     | Mellanklockan   | |
| 1702   | Gryts kyrka                      | Storklockan     | |
| 1703   | Torpa kyrka, Östergötland        | Lillklockan     | |
| 1705   | Väderstads kyrka                 | Mellanklockan   | |
| 1705   | Haurida kyrka                    | Lillklockan     | |
| 1707   | Furingstads kyrka                | Lillklockan     | |
| 1707   | Sjögestads kyrka                 | Lillklockan     | |
| 1707   | Hedvigs kyrka                    | Storklockan     | Ny 1720. |
| 1707   | Västerlösa kyrka                 | Storklockan     | |
| 1708   | Östra Skrukeby kyrka             | Lillklockan     | |
| 1708   | Ledbergs kyrka                   | Storklockan     | |
| 1709   | Västra Ryds kyrka                | Mellanklockan   | |
| 1711   | Linköpings domkyrka              | S:t Larsklockan | Ny 1925. Inskrift: "När Konung Carl var vida känder När pästen smittat Sveriges länder När all Europa förde krig I Norrköping man gjorde mig 1711" |
| 1715   | Risinge kyrka                    | Lillklockan     | Ny 1842. |
| 1715   | Tjällmo kyrka                    | Storklockan     | |
| 1718   | Ringarums kyrka                  | Storklockan     | |
| 1718   | Vårfrukyrkan, Skänninge          | Storklockan     | Ny 1741. |
| 1719   | Vinnerstads kyrka                | Storklockan     | |
| 1719   | Östra Eneby kyrka                | Lillklockan     | Ny 1754. |
| 1719   | Sankt Olai kyrka                 | Storklockan     | Ny 1751. |
| 1720   | Hedvigs kyrka                    | Storklockan     | Ny 1935. |
| 1721   | Sankt Johannes kyrka, Norrköping | Storklockan     | Ny 1906. |

### Övrigt
- Ljusarm för tre ljus. Den har en sankt Olofsfigur, kvinna med två barn, flammande hjärtan och klockor. I mitten finns en sköld med inskriptioner. Gjuten 1721. Den skänktes samma år till Sankt Olai kyrka av Arenhardt och hans fru.

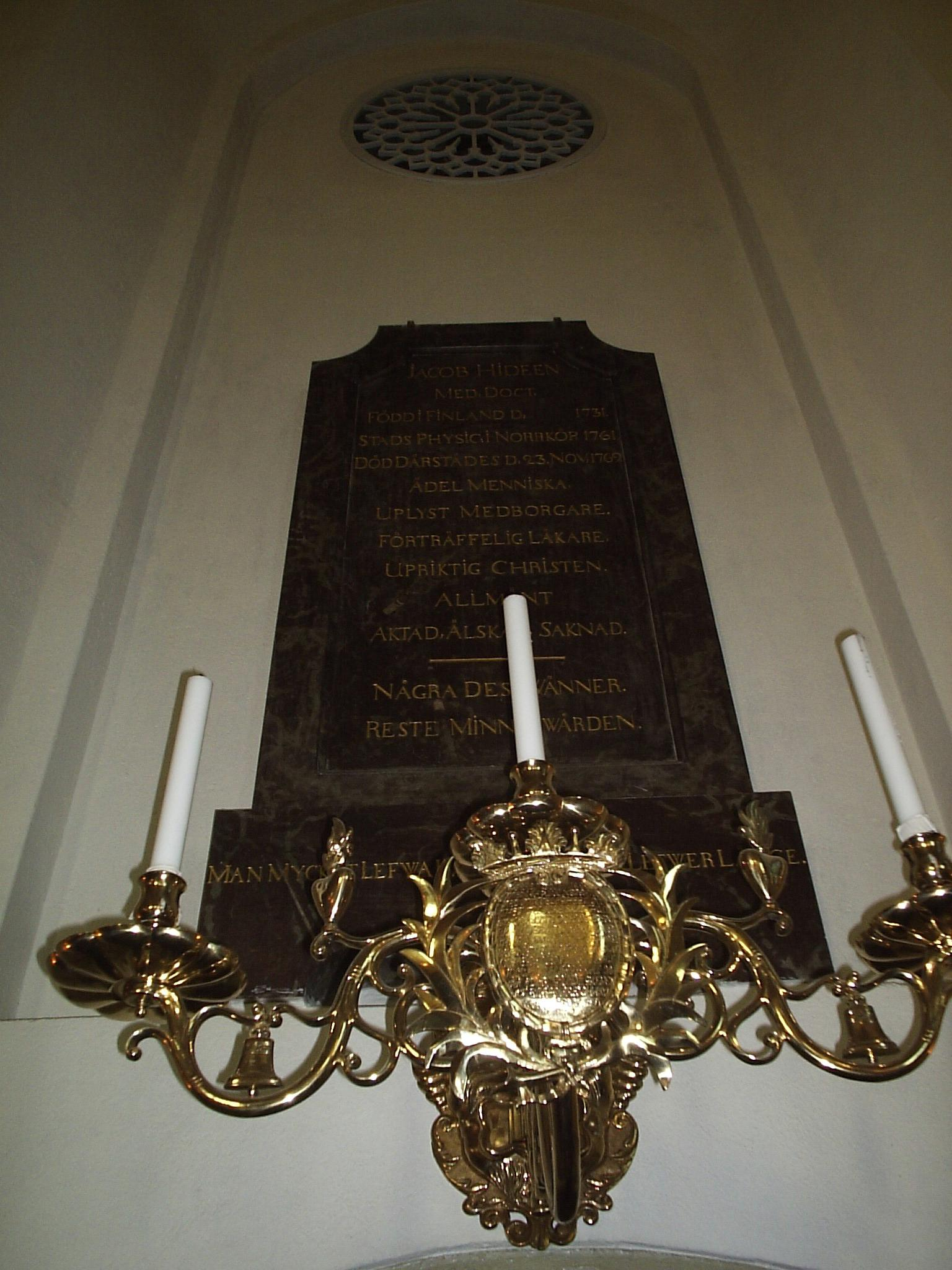
Orgeln

## Medarbetare
- Magnus Hultman var gesäll hos Arenhardt.

### Fotnoter
1. ↑  Norrköpings S:t Olai (E) CI:4 (1719–1743) Sida: 313